# Finale di re e pedone contro re
Il finale di re e pedone contro re è una delle categorie fondamentali dei finali di scacchi.
In tale finale il risultato dipende da un buon numero di fattori. Il principale è sicuramente il quadrato del pedone, che permette di determinare se il pedone è in grado di promuovere senza l'aiuto del proprio re, semplicemente avanzando. Quando il re del difensore è fuori dal quadrato del pedone, l'attaccante vince proprio avanzando semplicemente fino a promozione.
In secondo luogo è importante la posizione relativa dei due re, che permette di comprendere se il re dell'attaccante può sostenere il pedone ed impedire al re avversario di ostacolarne la marcia.
Infine è importante il possesso dell'opposizione, che permette in determinati casi all'attaccante di vincere oppure al difensore di ottenere la patta.

## Re e pedone centrale contro re
|   | a                                                        | b                                                        | c                                                        | d                                                        | e                                                        | f                                                        | g                                                        | h                                                        |   |
| 8 | e6 re del nero · d4 pedone del bianco · e4 re del bianco | e6 re del nero · d4 pedone del bianco · e4 re del bianco | e6 re del nero · d4 pedone del bianco · e4 re del bianco | e6 re del nero · d4 pedone del bianco · e4 re del bianco | e6 re del nero · d4 pedone del bianco · e4 re del bianco | e6 re del nero · d4 pedone del bianco · e4 re del bianco | e6 re del nero · d4 pedone del bianco · e4 re del bianco | e6 re del nero · d4 pedone del bianco · e4 re del bianco | 8 |
| 7 | e6 re del nero · d4 pedone del bianco · e4 re del bianco | e6 re del nero · d4 pedone del bianco · e4 re del bianco | e6 re del nero · d4 pedone del bianco · e4 re del bianco | e6 re del nero · d4 pedone del bianco · e4 re del bianco | e6 re del nero · d4 pedone del bianco · e4 re del bianco | e6 re del nero · d4 pedone del bianco · e4 re del bianco | e6 re del nero · d4 pedone del bianco · e4 re del bianco | e6 re del nero · d4 pedone del bianco · e4 re del bianco | 7 |
| 6 | e6 re del nero · d4 pedone del bianco · e4 re del bianco | e6 re del nero · d4 pedone del bianco · e4 re del bianco | e6 re del nero · d4 pedone del bianco · e4 re del bianco | e6 re del nero · d4 pedone del bianco · e4 re del bianco | e6 re del nero · d4 pedone del bianco · e4 re del bianco | e6 re del nero · d4 pedone del bianco · e4 re del bianco | e6 re del nero · d4 pedone del bianco · e4 re del bianco | e6 re del nero · d4 pedone del bianco · e4 re del bianco | 6 |
| 5 | e6 re del nero · d4 pedone del bianco · e4 re del bianco | e6 re del nero · d4 pedone del bianco · e4 re del bianco | e6 re del nero · d4 pedone del bianco · e4 re del bianco | e6 re del nero · d4 pedone del bianco · e4 re del bianco | e6 re del nero · d4 pedone del bianco · e4 re del bianco | e6 re del nero · d4 pedone del bianco · e4 re del bianco | e6 re del nero · d4 pedone del bianco · e4 re del bianco | e6 re del nero · d4 pedone del bianco · e4 re del bianco | 5 |
| 4 | e6 re del nero · d4 pedone del bianco · e4 re del bianco | e6 re del nero · d4 pedone del bianco · e4 re del bianco | e6 re del nero · d4 pedone del bianco · e4 re del bianco | e6 re del nero · d4 pedone del bianco · e4 re del bianco | e6 re del nero · d4 pedone del bianco · e4 re del bianco | e6 re del nero · d4 pedone del bianco · e4 re del bianco | e6 re del nero · d4 pedone del bianco · e4 re del bianco | e6 re del nero · d4 pedone del bianco · e4 re del bianco | 4 |
| 3 | e6 re del nero · d4 pedone del bianco · e4 re del bianco | e6 re del nero · d4 pedone del bianco · e4 re del bianco | e6 re del nero · d4 pedone del bianco · e4 re del bianco | e6 re del nero · d4 pedone del bianco · e4 re del bianco | e6 re del nero · d4 pedone del bianco · e4 re del bianco | e6 re del nero · d4 pedone del bianco · e4 re del bianco | e6 re del nero · d4 pedone del bianco · e4 re del bianco | e6 re del nero · d4 pedone del bianco · e4 re del bianco | 3 |
| 2 | e6 re del nero · d4 pedone del bianco · e4 re del bianco | e6 re del nero · d4 pedone del bianco · e4 re del bianco | e6 re del nero · d4 pedone del bianco · e4 re del bianco | e6 re del nero · d4 pedone del bianco · e4 re del bianco | e6 re del nero · d4 pedone del bianco · e4 re del bianco | e6 re del nero · d4 pedone del bianco · e4 re del bianco | e6 re del nero · d4 pedone del bianco · e4 re del bianco | e6 re del nero · d4 pedone del bianco · e4 re del bianco | 2 |
| 1 | e6 re del nero · d4 pedone del bianco · e4 re del bianco | e6 re del nero · d4 pedone del bianco · e4 re del bianco | e6 re del nero · d4 pedone del bianco · e4 re del bianco | e6 re del nero · d4 pedone del bianco · e4 re del bianco | e6 re del nero · d4 pedone del bianco · e4 re del bianco | e6 re del nero · d4 pedone del bianco · e4 re del bianco | e6 re del nero · d4 pedone del bianco · e4 re del bianco | e6 re del nero · d4 pedone del bianco · e4 re del bianco | 1 |
|   | a                                                        | b                                                        | c                                                        | d                                                        | e                                                        | f                                                        | g                                                        | h                                                        |   |

La parte in vantaggio può vincere solo a condizione che il proprio re si trovi davanti al pedone oppure che ci si possa portare prima che il re avversario lo impedisca; diversamente, a gioco corretto, il finale è patto, a meno che il re del difensore sia fuori dal quadrato del pedone.
Nel diagramma 1, ad esempio, con la mossa al Bianco:
1.d5+(?) Rd6 2.Rd4 Rd7!
è importante arretrare sulla stessa colonna del pedone (opposizione al pedone, cioè il re nero si trova ad una casella di distanza dal pedone bianco), in modo da poter prendere l'opposizione al re bianco, sia che vada in c5, sia che vada in e5
3.Re5 Re7 4.d6+ Rd7 5.Rd5 Rd8
se 5…Re8?? 6.Re6 Rd8 7.d7 Rc7 8.Re7 e vince
6.Rc6 Rc8 7.d7+ Rd8 8.Rd6 stallo
Con la mossa al Nero:
1…Rd6 2.d5 Rd7 3.Re5 Re7 4.d6+ Rd7 5.Rd5 Rd8
se 5…Re8?? 6.Re6 Rd8 7.d7 Rc7 8.Re7 e vince
6.Rc6 Rc8 7.d7+ Rd8 8.Rd6 stallo
Solo spostando la posizione del diagramma 1 di due traverse in alto, con la mossa al Nero, il Bianco vince:
1…Rd8 2.d7 Rc7 3.Re7 e vince.
La posizione del diagramma 1 è sempre pari, chiunque muova per primo. Il re del difensore deve cercare di non far avanzare il re avversario e di stare il più possibile davanti al pedone, per evitarne la promozione. Il re dell'attaccante deve conquistare l'opposizione per poi guadagnare spazio in avanti quando il Re avversario si sposta dalla colonna del pedone. Una volta guadagnato spazio, controllando le case davanti al pedone, questo può avanzare verso la promozione.

### Esempio
|   | a                                                        | b                                                        | c                                                        | d                                                        | e                                                        | f                                                        | g                                                        | h                                                        |   |
| 8 | e6 re del nero · e4 re del bianco · e2 pedone del bianco | e6 re del nero · e4 re del bianco · e2 pedone del bianco | e6 re del nero · e4 re del bianco · e2 pedone del bianco | e6 re del nero · e4 re del bianco · e2 pedone del bianco | e6 re del nero · e4 re del bianco · e2 pedone del bianco | e6 re del nero · e4 re del bianco · e2 pedone del bianco | e6 re del nero · e4 re del bianco · e2 pedone del bianco | e6 re del nero · e4 re del bianco · e2 pedone del bianco | 8 |
| 7 | e6 re del nero · e4 re del bianco · e2 pedone del bianco | e6 re del nero · e4 re del bianco · e2 pedone del bianco | e6 re del nero · e4 re del bianco · e2 pedone del bianco | e6 re del nero · e4 re del bianco · e2 pedone del bianco | e6 re del nero · e4 re del bianco · e2 pedone del bianco | e6 re del nero · e4 re del bianco · e2 pedone del bianco | e6 re del nero · e4 re del bianco · e2 pedone del bianco | e6 re del nero · e4 re del bianco · e2 pedone del bianco | 7 |
| 6 | e6 re del nero · e4 re del bianco · e2 pedone del bianco | e6 re del nero · e4 re del bianco · e2 pedone del bianco | e6 re del nero · e4 re del bianco · e2 pedone del bianco | e6 re del nero · e4 re del bianco · e2 pedone del bianco | e6 re del nero · e4 re del bianco · e2 pedone del bianco | e6 re del nero · e4 re del bianco · e2 pedone del bianco | e6 re del nero · e4 re del bianco · e2 pedone del bianco | e6 re del nero · e4 re del bianco · e2 pedone del bianco | 6 |
| 5 | e6 re del nero · e4 re del bianco · e2 pedone del bianco | e6 re del nero · e4 re del bianco · e2 pedone del bianco | e6 re del nero · e4 re del bianco · e2 pedone del bianco | e6 re del nero · e4 re del bianco · e2 pedone del bianco | e6 re del nero · e4 re del bianco · e2 pedone del bianco | e6 re del nero · e4 re del bianco · e2 pedone del bianco | e6 re del nero · e4 re del bianco · e2 pedone del bianco | e6 re del nero · e4 re del bianco · e2 pedone del bianco | 5 |
| 4 | e6 re del nero · e4 re del bianco · e2 pedone del bianco | e6 re del nero · e4 re del bianco · e2 pedone del bianco | e6 re del nero · e4 re del bianco · e2 pedone del bianco | e6 re del nero · e4 re del bianco · e2 pedone del bianco | e6 re del nero · e4 re del bianco · e2 pedone del bianco | e6 re del nero · e4 re del bianco · e2 pedone del bianco | e6 re del nero · e4 re del bianco · e2 pedone del bianco | e6 re del nero · e4 re del bianco · e2 pedone del bianco | 4 |
| 3 | e6 re del nero · e4 re del bianco · e2 pedone del bianco | e6 re del nero · e4 re del bianco · e2 pedone del bianco | e6 re del nero · e4 re del bianco · e2 pedone del bianco | e6 re del nero · e4 re del bianco · e2 pedone del bianco | e6 re del nero · e4 re del bianco · e2 pedone del bianco | e6 re del nero · e4 re del bianco · e2 pedone del bianco | e6 re del nero · e4 re del bianco · e2 pedone del bianco | e6 re del nero · e4 re del bianco · e2 pedone del bianco | 3 |
| 2 | e6 re del nero · e4 re del bianco · e2 pedone del bianco | e6 re del nero · e4 re del bianco · e2 pedone del bianco | e6 re del nero · e4 re del bianco · e2 pedone del bianco | e6 re del nero · e4 re del bianco · e2 pedone del bianco | e6 re del nero · e4 re del bianco · e2 pedone del bianco | e6 re del nero · e4 re del bianco · e2 pedone del bianco | e6 re del nero · e4 re del bianco · e2 pedone del bianco | e6 re del nero · e4 re del bianco · e2 pedone del bianco | 2 |
| 1 | e6 re del nero · e4 re del bianco · e2 pedone del bianco | e6 re del nero · e4 re del bianco · e2 pedone del bianco | e6 re del nero · e4 re del bianco · e2 pedone del bianco | e6 re del nero · e4 re del bianco · e2 pedone del bianco | e6 re del nero · e4 re del bianco · e2 pedone del bianco | e6 re del nero · e4 re del bianco · e2 pedone del bianco | e6 re del nero · e4 re del bianco · e2 pedone del bianco | e6 re del nero · e4 re del bianco · e2 pedone del bianco | 1 |
|   | a                                                        | b                                                        | c                                                        | d                                                        | e                                                        | f                                                        | g                                                        | h                                                        |   |

Nel diagramma 2, se il Bianco muove per primo:
1.e3!
per prima cosa è necessario conquistare l'opposizione
1…Rd6 2.Rf5 Re7 3.Re5!
non 3.e4?? Rf7! conquistando l'opposizione e pattando
3…Rf7 4.Rd6 Re8 5.Re6 Rf8 6.e4
possibile perché il pedone dispone di un'altra mossa d'attesa, se necessaria per l'opposizione
6…Re8 7.e5!
è necessario conquistare l'opposizione
7…Rf8 8.Rd7
ora controlla tutte le case davanti al pedone, fino alla promozione
8…Rf7 9.e6+ Rf8 10.e7+ Rf7 11.e8=D+ e vince
Se il Nero muove per primo:
1…Rd6 2.Rf5!
non 2.e3?? Re5 conquistando l'opposizione e pattando
2…Re7 3.Re5! Rd7 4.Rf6 Re8 5.Re6 Rd8 6.e3 Re8 7.e4 Rf8 8.Rd7 Rf7 9.e5 Rg6 10.e6 Rf5 11.e7 Re4 12.e8=D+ e vince.
La vittoria è dovuta al fatto che il pedone bianco, dalla posizione di partenza, può avanzare per far guadagnare al re l'opposizione.
|   | a                                                        | b                                                        | c                                                        | d                                                        | e                                                        | f                                                        | g                                                        | h                                                        |   |
| 8 | e6 re del nero · e4 re del bianco · e3 pedone del bianco | e6 re del nero · e4 re del bianco · e3 pedone del bianco | e6 re del nero · e4 re del bianco · e3 pedone del bianco | e6 re del nero · e4 re del bianco · e3 pedone del bianco | e6 re del nero · e4 re del bianco · e3 pedone del bianco | e6 re del nero · e4 re del bianco · e3 pedone del bianco | e6 re del nero · e4 re del bianco · e3 pedone del bianco | e6 re del nero · e4 re del bianco · e3 pedone del bianco | 8 |
| 7 | e6 re del nero · e4 re del bianco · e3 pedone del bianco | e6 re del nero · e4 re del bianco · e3 pedone del bianco | e6 re del nero · e4 re del bianco · e3 pedone del bianco | e6 re del nero · e4 re del bianco · e3 pedone del bianco | e6 re del nero · e4 re del bianco · e3 pedone del bianco | e6 re del nero · e4 re del bianco · e3 pedone del bianco | e6 re del nero · e4 re del bianco · e3 pedone del bianco | e6 re del nero · e4 re del bianco · e3 pedone del bianco | 7 |
| 6 | e6 re del nero · e4 re del bianco · e3 pedone del bianco | e6 re del nero · e4 re del bianco · e3 pedone del bianco | e6 re del nero · e4 re del bianco · e3 pedone del bianco | e6 re del nero · e4 re del bianco · e3 pedone del bianco | e6 re del nero · e4 re del bianco · e3 pedone del bianco | e6 re del nero · e4 re del bianco · e3 pedone del bianco | e6 re del nero · e4 re del bianco · e3 pedone del bianco | e6 re del nero · e4 re del bianco · e3 pedone del bianco | 6 |
| 5 | e6 re del nero · e4 re del bianco · e3 pedone del bianco | e6 re del nero · e4 re del bianco · e3 pedone del bianco | e6 re del nero · e4 re del bianco · e3 pedone del bianco | e6 re del nero · e4 re del bianco · e3 pedone del bianco | e6 re del nero · e4 re del bianco · e3 pedone del bianco | e6 re del nero · e4 re del bianco · e3 pedone del bianco | e6 re del nero · e4 re del bianco · e3 pedone del bianco | e6 re del nero · e4 re del bianco · e3 pedone del bianco | 5 |
| 4 | e6 re del nero · e4 re del bianco · e3 pedone del bianco | e6 re del nero · e4 re del bianco · e3 pedone del bianco | e6 re del nero · e4 re del bianco · e3 pedone del bianco | e6 re del nero · e4 re del bianco · e3 pedone del bianco | e6 re del nero · e4 re del bianco · e3 pedone del bianco | e6 re del nero · e4 re del bianco · e3 pedone del bianco | e6 re del nero · e4 re del bianco · e3 pedone del bianco | e6 re del nero · e4 re del bianco · e3 pedone del bianco | 4 |
| 3 | e6 re del nero · e4 re del bianco · e3 pedone del bianco | e6 re del nero · e4 re del bianco · e3 pedone del bianco | e6 re del nero · e4 re del bianco · e3 pedone del bianco | e6 re del nero · e4 re del bianco · e3 pedone del bianco | e6 re del nero · e4 re del bianco · e3 pedone del bianco | e6 re del nero · e4 re del bianco · e3 pedone del bianco | e6 re del nero · e4 re del bianco · e3 pedone del bianco | e6 re del nero · e4 re del bianco · e3 pedone del bianco | 3 |
| 2 | e6 re del nero · e4 re del bianco · e3 pedone del bianco | e6 re del nero · e4 re del bianco · e3 pedone del bianco | e6 re del nero · e4 re del bianco · e3 pedone del bianco | e6 re del nero · e4 re del bianco · e3 pedone del bianco | e6 re del nero · e4 re del bianco · e3 pedone del bianco | e6 re del nero · e4 re del bianco · e3 pedone del bianco | e6 re del nero · e4 re del bianco · e3 pedone del bianco | e6 re del nero · e4 re del bianco · e3 pedone del bianco | 2 |
| 1 | e6 re del nero · e4 re del bianco · e3 pedone del bianco | e6 re del nero · e4 re del bianco · e3 pedone del bianco | e6 re del nero · e4 re del bianco · e3 pedone del bianco | e6 re del nero · e4 re del bianco · e3 pedone del bianco | e6 re del nero · e4 re del bianco · e3 pedone del bianco | e6 re del nero · e4 re del bianco · e3 pedone del bianco | e6 re del nero · e4 re del bianco · e3 pedone del bianco | e6 re del nero · e4 re del bianco · e3 pedone del bianco | 1 |
|   | a                                                        | b                                                        | c                                                        | d                                                        | e                                                        | f                                                        | g                                                        | h                                                        |   |

Nel diagramma 3, se muove il Nero, il Bianco vince come nel diagramma 2, ma se la mossa è al Bianco, con l'opposizione il Nero patta. Ad esempio:
1.Rd4 Rd6! 2.Re4 Re6 3.Rf4 Rf6 4.e4 Re6 5.e5 Re7!
è importante arretrare mantenendosi sempre davanti al pedone
6.Rf5 Rf7 7.e6+ Re7 8.Re5 Re8 9.Rf6 Rf8 10.e7+ Re8 11.Re6 stallo.
Da notare che, spostando la posizione del diagramma 3 di due traverse in alto, anche con la mossa al Bianco, il Bianco vince:
1.Rd6 Rd8 2.e6 Re8 3.e7 Rf7 4.Rd7 e vince.

### Conclusioni
Con il pedone sulla 5ª traversa ed il proprio re davanti al pedone, il Bianco vince sempre.
Con il pedone sulla 6ª ed il proprio re di fianco al pedone, il Bianco vince solo se l'avversario non ha l'opposizione.
Se il re è davanti al pedone e c'è almeno una traversa tra questi due pezzi, il Bianco vince sempre.

## Re e pedone di torre contro re
|   | a                                                        | b                                                        | c                                                        | d                                                        | e                                                        | f                                                        | g                                                        | h                                                        |   |
| 8 | a7 re del nero · a5 re del bianco · a2 pedone del bianco | a7 re del nero · a5 re del bianco · a2 pedone del bianco | a7 re del nero · a5 re del bianco · a2 pedone del bianco | a7 re del nero · a5 re del bianco · a2 pedone del bianco | a7 re del nero · a5 re del bianco · a2 pedone del bianco | a7 re del nero · a5 re del bianco · a2 pedone del bianco | a7 re del nero · a5 re del bianco · a2 pedone del bianco | a7 re del nero · a5 re del bianco · a2 pedone del bianco | 8 |
| 7 | a7 re del nero · a5 re del bianco · a2 pedone del bianco | a7 re del nero · a5 re del bianco · a2 pedone del bianco | a7 re del nero · a5 re del bianco · a2 pedone del bianco | a7 re del nero · a5 re del bianco · a2 pedone del bianco | a7 re del nero · a5 re del bianco · a2 pedone del bianco | a7 re del nero · a5 re del bianco · a2 pedone del bianco | a7 re del nero · a5 re del bianco · a2 pedone del bianco | a7 re del nero · a5 re del bianco · a2 pedone del bianco | 7 |
| 6 | a7 re del nero · a5 re del bianco · a2 pedone del bianco | a7 re del nero · a5 re del bianco · a2 pedone del bianco | a7 re del nero · a5 re del bianco · a2 pedone del bianco | a7 re del nero · a5 re del bianco · a2 pedone del bianco | a7 re del nero · a5 re del bianco · a2 pedone del bianco | a7 re del nero · a5 re del bianco · a2 pedone del bianco | a7 re del nero · a5 re del bianco · a2 pedone del bianco | a7 re del nero · a5 re del bianco · a2 pedone del bianco | 6 |
| 5 | a7 re del nero · a5 re del bianco · a2 pedone del bianco | a7 re del nero · a5 re del bianco · a2 pedone del bianco | a7 re del nero · a5 re del bianco · a2 pedone del bianco | a7 re del nero · a5 re del bianco · a2 pedone del bianco | a7 re del nero · a5 re del bianco · a2 pedone del bianco | a7 re del nero · a5 re del bianco · a2 pedone del bianco | a7 re del nero · a5 re del bianco · a2 pedone del bianco | a7 re del nero · a5 re del bianco · a2 pedone del bianco | 5 |
| 4 | a7 re del nero · a5 re del bianco · a2 pedone del bianco | a7 re del nero · a5 re del bianco · a2 pedone del bianco | a7 re del nero · a5 re del bianco · a2 pedone del bianco | a7 re del nero · a5 re del bianco · a2 pedone del bianco | a7 re del nero · a5 re del bianco · a2 pedone del bianco | a7 re del nero · a5 re del bianco · a2 pedone del bianco | a7 re del nero · a5 re del bianco · a2 pedone del bianco | a7 re del nero · a5 re del bianco · a2 pedone del bianco | 4 |
| 3 | a7 re del nero · a5 re del bianco · a2 pedone del bianco | a7 re del nero · a5 re del bianco · a2 pedone del bianco | a7 re del nero · a5 re del bianco · a2 pedone del bianco | a7 re del nero · a5 re del bianco · a2 pedone del bianco | a7 re del nero · a5 re del bianco · a2 pedone del bianco | a7 re del nero · a5 re del bianco · a2 pedone del bianco | a7 re del nero · a5 re del bianco · a2 pedone del bianco | a7 re del nero · a5 re del bianco · a2 pedone del bianco | 3 |
| 2 | a7 re del nero · a5 re del bianco · a2 pedone del bianco | a7 re del nero · a5 re del bianco · a2 pedone del bianco | a7 re del nero · a5 re del bianco · a2 pedone del bianco | a7 re del nero · a5 re del bianco · a2 pedone del bianco | a7 re del nero · a5 re del bianco · a2 pedone del bianco | a7 re del nero · a5 re del bianco · a2 pedone del bianco | a7 re del nero · a5 re del bianco · a2 pedone del bianco | a7 re del nero · a5 re del bianco · a2 pedone del bianco | 2 |
| 1 | a7 re del nero · a5 re del bianco · a2 pedone del bianco | a7 re del nero · a5 re del bianco · a2 pedone del bianco | a7 re del nero · a5 re del bianco · a2 pedone del bianco | a7 re del nero · a5 re del bianco · a2 pedone del bianco | a7 re del nero · a5 re del bianco · a2 pedone del bianco | a7 re del nero · a5 re del bianco · a2 pedone del bianco | a7 re del nero · a5 re del bianco · a2 pedone del bianco | a7 re del nero · a5 re del bianco · a2 pedone del bianco | 1 |
|   | a                                                        | b                                                        | c                                                        | d                                                        | e                                                        | f                                                        | g                                                        | h                                                        |   |

La parte in vantaggio può vincere solo a condizione che il re avversario non possa raggiungere l'angolo di promozione. In caso contrario, il finale è sempre patto; questo è dovuto al fatto che il re del difensore non può essere cacciato dall'angolo e riesce ad andare in stallo, quando si trova bloccato dal re e dal pedone nemici.
Nel diagramma 4, un possibile seguito è questo:
1.a4 Rb7 2.Rb5 Ra7 3.a5 Rb7 4.a6+ Ra7 5.Ra5 Ra8 6.Rb6 Rb8 7.a7+ Ra8 8.Ra6 stallo.
|   | a                                                        | b                                                        | c                                                        | d                                                        | e                                                        | f                                                        | g                                                        | h                                                        |   |
| 8 | a7 re del bianco · c7 re del nero · a2 pedone del bianco | a7 re del bianco · c7 re del nero · a2 pedone del bianco | a7 re del bianco · c7 re del nero · a2 pedone del bianco | a7 re del bianco · c7 re del nero · a2 pedone del bianco | a7 re del bianco · c7 re del nero · a2 pedone del bianco | a7 re del bianco · c7 re del nero · a2 pedone del bianco | a7 re del bianco · c7 re del nero · a2 pedone del bianco | a7 re del bianco · c7 re del nero · a2 pedone del bianco | 8 |
| 7 | a7 re del bianco · c7 re del nero · a2 pedone del bianco | a7 re del bianco · c7 re del nero · a2 pedone del bianco | a7 re del bianco · c7 re del nero · a2 pedone del bianco | a7 re del bianco · c7 re del nero · a2 pedone del bianco | a7 re del bianco · c7 re del nero · a2 pedone del bianco | a7 re del bianco · c7 re del nero · a2 pedone del bianco | a7 re del bianco · c7 re del nero · a2 pedone del bianco | a7 re del bianco · c7 re del nero · a2 pedone del bianco | 7 |
| 6 | a7 re del bianco · c7 re del nero · a2 pedone del bianco | a7 re del bianco · c7 re del nero · a2 pedone del bianco | a7 re del bianco · c7 re del nero · a2 pedone del bianco | a7 re del bianco · c7 re del nero · a2 pedone del bianco | a7 re del bianco · c7 re del nero · a2 pedone del bianco | a7 re del bianco · c7 re del nero · a2 pedone del bianco | a7 re del bianco · c7 re del nero · a2 pedone del bianco | a7 re del bianco · c7 re del nero · a2 pedone del bianco | 6 |
| 5 | a7 re del bianco · c7 re del nero · a2 pedone del bianco | a7 re del bianco · c7 re del nero · a2 pedone del bianco | a7 re del bianco · c7 re del nero · a2 pedone del bianco | a7 re del bianco · c7 re del nero · a2 pedone del bianco | a7 re del bianco · c7 re del nero · a2 pedone del bianco | a7 re del bianco · c7 re del nero · a2 pedone del bianco | a7 re del bianco · c7 re del nero · a2 pedone del bianco | a7 re del bianco · c7 re del nero · a2 pedone del bianco | 5 |
| 4 | a7 re del bianco · c7 re del nero · a2 pedone del bianco | a7 re del bianco · c7 re del nero · a2 pedone del bianco | a7 re del bianco · c7 re del nero · a2 pedone del bianco | a7 re del bianco · c7 re del nero · a2 pedone del bianco | a7 re del bianco · c7 re del nero · a2 pedone del bianco | a7 re del bianco · c7 re del nero · a2 pedone del bianco | a7 re del bianco · c7 re del nero · a2 pedone del bianco | a7 re del bianco · c7 re del nero · a2 pedone del bianco | 4 |
| 3 | a7 re del bianco · c7 re del nero · a2 pedone del bianco | a7 re del bianco · c7 re del nero · a2 pedone del bianco | a7 re del bianco · c7 re del nero · a2 pedone del bianco | a7 re del bianco · c7 re del nero · a2 pedone del bianco | a7 re del bianco · c7 re del nero · a2 pedone del bianco | a7 re del bianco · c7 re del nero · a2 pedone del bianco | a7 re del bianco · c7 re del nero · a2 pedone del bianco | a7 re del bianco · c7 re del nero · a2 pedone del bianco | 3 |
| 2 | a7 re del bianco · c7 re del nero · a2 pedone del bianco | a7 re del bianco · c7 re del nero · a2 pedone del bianco | a7 re del bianco · c7 re del nero · a2 pedone del bianco | a7 re del bianco · c7 re del nero · a2 pedone del bianco | a7 re del bianco · c7 re del nero · a2 pedone del bianco | a7 re del bianco · c7 re del nero · a2 pedone del bianco | a7 re del bianco · c7 re del nero · a2 pedone del bianco | a7 re del bianco · c7 re del nero · a2 pedone del bianco | 2 |
| 1 | a7 re del bianco · c7 re del nero · a2 pedone del bianco | a7 re del bianco · c7 re del nero · a2 pedone del bianco | a7 re del bianco · c7 re del nero · a2 pedone del bianco | a7 re del bianco · c7 re del nero · a2 pedone del bianco | a7 re del bianco · c7 re del nero · a2 pedone del bianco | a7 re del bianco · c7 re del nero · a2 pedone del bianco | a7 re del bianco · c7 re del nero · a2 pedone del bianco | a7 re del bianco · c7 re del nero · a2 pedone del bianco | 1 |
|   | a                                                        | b                                                        | c                                                        | d                                                        | e                                                        | f                                                        | g                                                        | h                                                        |   |

Anche nel diagramma 5, il Bianco non può vincere, perché, anche se il re nero non riesce per il momento a raggiungere l'angolo di promozione, egli ostacola il Re bianco, che prima o poi deve abbandonare la colonna "a" per consentire l'avanzata del pedone. In quel momento il re Nero può avvicinarsi ed occupare l'angolo.
Ad esempio:
1.a4 Rc8 2.a5 Rc7 3.a6 Rc8!
non 3…Rc6?? 4.Rb8! Rb6 5.a7 e vince
4.Ra8 Rc7 5.a7 Rc8
oppure
1.a4 Rc8 2.a5 Rc7 3.a6 Rc8!
non 3…Rc6?? 4.Rb8! Rb6 5.a7 e vince
4.Rb6 Rb8! 5.a7 Ra8 6.Ra6 stallo
|   | a                                                        | b                                                        | c                                                        | d                                                        | e                                                        | f                                                        | g                                                        | h                                                        |   |
| 8 | e8 re del nero · b6 re del bianco · a2 pedone del bianco | e8 re del nero · b6 re del bianco · a2 pedone del bianco | e8 re del nero · b6 re del bianco · a2 pedone del bianco | e8 re del nero · b6 re del bianco · a2 pedone del bianco | e8 re del nero · b6 re del bianco · a2 pedone del bianco | e8 re del nero · b6 re del bianco · a2 pedone del bianco | e8 re del nero · b6 re del bianco · a2 pedone del bianco | e8 re del nero · b6 re del bianco · a2 pedone del bianco | 8 |
| 7 | e8 re del nero · b6 re del bianco · a2 pedone del bianco | e8 re del nero · b6 re del bianco · a2 pedone del bianco | e8 re del nero · b6 re del bianco · a2 pedone del bianco | e8 re del nero · b6 re del bianco · a2 pedone del bianco | e8 re del nero · b6 re del bianco · a2 pedone del bianco | e8 re del nero · b6 re del bianco · a2 pedone del bianco | e8 re del nero · b6 re del bianco · a2 pedone del bianco | e8 re del nero · b6 re del bianco · a2 pedone del bianco | 7 |
| 6 | e8 re del nero · b6 re del bianco · a2 pedone del bianco | e8 re del nero · b6 re del bianco · a2 pedone del bianco | e8 re del nero · b6 re del bianco · a2 pedone del bianco | e8 re del nero · b6 re del bianco · a2 pedone del bianco | e8 re del nero · b6 re del bianco · a2 pedone del bianco | e8 re del nero · b6 re del bianco · a2 pedone del bianco | e8 re del nero · b6 re del bianco · a2 pedone del bianco | e8 re del nero · b6 re del bianco · a2 pedone del bianco | 6 |
| 5 | e8 re del nero · b6 re del bianco · a2 pedone del bianco | e8 re del nero · b6 re del bianco · a2 pedone del bianco | e8 re del nero · b6 re del bianco · a2 pedone del bianco | e8 re del nero · b6 re del bianco · a2 pedone del bianco | e8 re del nero · b6 re del bianco · a2 pedone del bianco | e8 re del nero · b6 re del bianco · a2 pedone del bianco | e8 re del nero · b6 re del bianco · a2 pedone del bianco | e8 re del nero · b6 re del bianco · a2 pedone del bianco | 5 |
| 4 | e8 re del nero · b6 re del bianco · a2 pedone del bianco | e8 re del nero · b6 re del bianco · a2 pedone del bianco | e8 re del nero · b6 re del bianco · a2 pedone del bianco | e8 re del nero · b6 re del bianco · a2 pedone del bianco | e8 re del nero · b6 re del bianco · a2 pedone del bianco | e8 re del nero · b6 re del bianco · a2 pedone del bianco | e8 re del nero · b6 re del bianco · a2 pedone del bianco | e8 re del nero · b6 re del bianco · a2 pedone del bianco | 4 |
| 3 | e8 re del nero · b6 re del bianco · a2 pedone del bianco | e8 re del nero · b6 re del bianco · a2 pedone del bianco | e8 re del nero · b6 re del bianco · a2 pedone del bianco | e8 re del nero · b6 re del bianco · a2 pedone del bianco | e8 re del nero · b6 re del bianco · a2 pedone del bianco | e8 re del nero · b6 re del bianco · a2 pedone del bianco | e8 re del nero · b6 re del bianco · a2 pedone del bianco | e8 re del nero · b6 re del bianco · a2 pedone del bianco | 3 |
| 2 | e8 re del nero · b6 re del bianco · a2 pedone del bianco | e8 re del nero · b6 re del bianco · a2 pedone del bianco | e8 re del nero · b6 re del bianco · a2 pedone del bianco | e8 re del nero · b6 re del bianco · a2 pedone del bianco | e8 re del nero · b6 re del bianco · a2 pedone del bianco | e8 re del nero · b6 re del bianco · a2 pedone del bianco | e8 re del nero · b6 re del bianco · a2 pedone del bianco | e8 re del nero · b6 re del bianco · a2 pedone del bianco | 2 |
| 1 | e8 re del nero · b6 re del bianco · a2 pedone del bianco | e8 re del nero · b6 re del bianco · a2 pedone del bianco | e8 re del nero · b6 re del bianco · a2 pedone del bianco | e8 re del nero · b6 re del bianco · a2 pedone del bianco | e8 re del nero · b6 re del bianco · a2 pedone del bianco | e8 re del nero · b6 re del bianco · a2 pedone del bianco | e8 re del nero · b6 re del bianco · a2 pedone del bianco | e8 re del nero · b6 re del bianco · a2 pedone del bianco | 1 |
|   | a                                                        | b                                                        | c                                                        | d                                                        | e                                                        | f                                                        | g                                                        | h                                                        |   |

Nel diagramma 6, il Bianco vince, anche se il Nero muove, ma solo perché è in grado di impedire che il re nero arrivi nell'angolo a8 e, contemporaneamente, il re bianco non si trova sulla linea del pedone. Ad esempio:
1.Rb7 Rd8 2.a4 Rd7 3.a5 Rd6 4.a6 Rc5 5.a7 e vince
oppure
1…Rd8 2.Rb7!
se 2.Rc6?? Rc8! oppure 2.Ra7?? Rc7! e patta
2…Rd7 3.a4 Rd6 4.a5 Rc5 5.a6 Rb5 6.a7 e vince

## Conclusioni
Riassumendo, tutti i pedoni situati sulle colonne dalla "b" alla "g" comprese, si comportano come i pedoni centrali, pertanto valgono per tutti le medesime condizioni di vittoria e di patta. In linea di principio, l'attaccante, per vincere, deve cercare di portare il proprio re più avanti possibile, davanti al proprio pedone ed ottenendo l'opposizione. Il difensore deve collocare il proprio re davanti al pedone nemico, il più avanti possibile, tentando di impedire all'avversario di ottenere l'opposizione.
Per quanto riguarda i pedoni laterali, su colonne "a" e "h", le possibilità di vittoria sono decisamente minori, in quanto la mancanza di spazio ai lati del pedone fanno aumentare le posizioni di stallo.